# Tydzień Palacha
Tydzień Palacha (cz. Palachův týden) – manifestacje przeprowadzone w Czechosłowacji 15-21 stycznia 1989 roku. Manifestanci protestowali przeciwko ówczesnej sytuacji politycznej Czechosłowacji i inwazji wojsk Układu Warszawskiego w 1968 roku. Podczas protestów manifestanci krytykowali politykę rządu oraz odbyli pielgrzymkę narodową do Všetat. Protesty odbyły się podczas 20. rocznicy śmierci Jana Palacha.
Nazwa tygodnia nawiązuje do studenta Jana Palacha, który 16 stycznia 1969 roku podpalił się w proteście przeciwko interwencji wojsk Układu Warszawskiego w Czechosłowacji w 1968 roku.
Wśród protestujących znalazł się czeski opozycjonista Václav Havel, którego skazano na kilka miesięcy więzienia.